# Euphaneta divisa
Euphaneta divisa är en fjärilsart som beskrevs av Walker 1855. Euphaneta divisa ingår i släktet Euphaneta och familjen Mimallonidae. Inga underarter finns listade i Catalogue of Life.